# Paradollfusnema
Paradollfusnema ist eine Gattung der Spulwürmer mit zwei Arten. Sie sind Parasiten im Verdauungstrakt bei Eigentlichen Doppelschleichen.

## Merkmale
Der Körper von Paradollfusnema ist von einer kleinen Zahl somatischer Papillen besetzt und durch Seitenflügel verbreitert. Die Mundöffnung ist von drei Lippen umgeben, die durch Zwischenlippen (Interlabia) verbunden sind. Die Schwanzpapillen der Männchen sind einfach, Rosettenpapillen oder Kutikulaplatten (Plectane) sind nicht vorhanden. Weibchen haben einen paarigen Geschlechtsapparat (didelphisch), wobei sich die beiden Uteri gegenüberstehen und die Eierstöcke vor der Vulva liegen. Im Uterus sind eine geringe Zahl großer, dünnschaliger Eier vorhanden.

## Systematik
Die beiden Arten unterscheiden sich in der Zahl der Papillen vor der Kloake: Paradollfusnema amphisbaenia (Baker, 1982) hat vier oder fünf Paare, Paradollfusnema telfordi (Bursey, 2002) acht Paare.
Baker hatte die Gattung ursprünglich Dollfusnema genannt, da dieser Name aber für die Gattung Dollfusnema (Caballero, 1974; Familie Habronematidae) vergeben war, benannte er sie 1982 um.